# Diatomocera
Diatomocera é um gênero de mariposa pertencente à família Crambidae.